# Monoharpur
Monoharpur is een census town in het district Hooghly van de Indiase staat West-Bengalen.

## Demografie
Volgens de Indiase volkstelling van 2001 wonen er 20.825 mensen in Monoharpur, waarvan 53% mannelijk en 47% vrouwelijk is. De plaats heeft een alfabetiseringsgraad van 72%.